# PGC 5341
LEDA/PGC 5341 ist eine Spiralgalaxie mit ausgedehnten Sternentstehungsgebieten vom Hubble-Typ Sc im Sternbild Walfisch südlich der Ekliptik und ist schätzungsweise 89 Millionen Lichtjahre von der Milchstraße entfernt. Sie gilt als Mitglied der acht Galaxien umfassenden NGC 584-Gruppe (LGG 27).
Im selben Himmelsareal befindet sich u. a. die Galaxie NGC 584, NGC 586, IC 127.